# Comuna de Charsznica
Charsznica (polaco: Gmina Charsznica) é uma gminy (comuna) na Polónia, na voivodia de Pequena Polónia e no condado de Miechowski. A sede do condado é a cidade de Charsznica.
De acordo com os censos de 2004, a comuna tem 8027 habitantes, com uma densidade 99,6 hab/km².

## Área
Estende-se por uma área de 78,28 km², incluindo:
- área agricola: 87%
- área florestal: 6%

## Demografia
Dados de 30 de Junho 2004:
|                      | Total   | Total | Mulheres | Mulheres | Homens  | Homens |
| -------------------- | ------- | ----- | -------- | -------- | ------- | ------ |
|                      | pessoas | %     | pessoas  | %        | pessoas | %      |
| População            | 7795    | 100   | 3970     | 50,9     | 3825    | 49,1   |
| Densidade (pop./km²) | 99,6    | 100   | 50,7     | 50,7     | 48,9    | 48,9   |

De acordo com dados de 2002, o rendimento médio per capita ascendia a 1122,63 zł.

## Comunas vizinhas
- Gołcza, Kozłów, Książ Wielki, Miechów, Wolbrom, Żarnowiec